# Fundo Nacional Para as Humanidades
O Fundo Nacional Para as Humanidades (National Endowment for the Humanities ou NEH em inglês) é uma agência federal independente do governo dos Estados Unidos, estabelecida pela Fundação Nacional sobre a Lei de Artes e Humanidades de 1965 (Pub.L. 89–209 Pub.L. 89–209), dedicada a apoiar a pesquisa, educação, preservação e programas públicos nas humanidades. O NEH fica na 400 7th St SW, Washington, D.C.
Em 10 de fevereiro de 2020, o NEH foi apresentado pela administração Trump com um orçamento para o AF2021 que incluía uma liquidação ordenada da agência.

## História e resumo
O NEH oferece subsídios para projetos de alta qualidade nas humanidades para instituições culturais, como museus, arquivos, bibliotecas, faculdades, universidades, televisão pública e estações de rádio, bem como para acadêmicos individuais.
O NEH foi criado em 1965 no âmbito da Fundação Nacional de Artes e Humanidades, que incluía o National Endowment for the Arts e mais tarde o Institute for Museum Services, como um movimento para fornecer um maior investimento em cultura por parte do governo federal. O NEH foi baseado na recomendação da Comissão Nacional de Humanidades, reunida em 1963 com representantes de três associações acadêmicas e educacionais dos EUA, a Sociedade Phi Beta Kappa, o Conselho Americano de Sociedades Aprendidas (ACLS) e o Conselho de Escolas de Pós-Graduação.

## Estrutura
O Fundo é dirigido pelo Presidente do Fundo Nacional para as Humanidades. Assessorando a presidência está o Conselho Nacional de Humanidades, um conselho de 26 cidadãos particulares ilustres que são nomeados pelo Presidente e confirmados pelo Senado. Os membros do Conselho Nacional cumprem mandatos escalonados de seis anos.

## Prêmios

### Palestra Jefferson
Desde 1972, o NEH patrocina a Palestra Jefferson nas Humanidades, que é descrita como "a mais alta honraria que o governo federal confere por distintas realizações intelectuais nas humanidades". O conferencista Jefferson é selecionado a cada ano pelo National Council on the Humanities. O homenageado dá uma palestra em Washington, D.C., durante a primavera, e recebe honorários de US$10.000. O objetivo declarado da homenagem é reconhecer "um indivíduo que fez contribuições acadêmicas significativas nas humanidades e que tem a capacidade de comunicar o conhecimento e a sabedoria das humanidades de uma maneira amplamente atraente."